# 小寺氏職
小寺 氏職（こでら うじもと）は、戦国時代から江戸時代前期にかけての武士。筑前国福岡藩士。

## 生涯
父は播磨国御着城主・小寺政職で、小寺氏は同国守護・赤松氏の重臣の家柄で中播磨に勢力を有していた。政職の代ではほぼ独立勢力であったものの、織田信長の勢力が播磨にまで及ぶようになると織田氏に臣従していた。
天正5年（1577年）、信長は播磨諸侯に人質の提出を命じたが、政職は氏職が病弱であることを理由に、家臣の小寺孝隆（のちの黒田孝高）の子・松寿丸（のちの黒田長政）を代わりに提出させたとされる。
しかし、天正6年（1578年）に父の政職は織田方から離反して、織田氏に対する毛利氏方につくようになった。
籠城の末、天正8年（1580年）に御着城は落城する。それに前後して氏職は父と共に御着を離れ、英賀を経由し、毛利氏あるいは毛利氏の下にいた将軍・足利義昭を頼って備後国鞆の浦へと逃れた。
天正12年（1584年）、父・政職が没した。その際、旧臣であった黒田孝高の仲介により播磨へ戻ることが許され、飾磨津に居住した。
九州平定後、黒田長政が豊前国中津12万石を与えられると、孝高の招きによって中津へ移り、客分として遇される。
関ヶ原の戦いののち、黒田氏が筑前福岡藩に移封されるとそれに従い、その後は大宰府で余生を送った。与えられた石高は僅か200石だったという。
寛永4年（1627年）、大宰府で没した。
息子はいずれも福岡藩士となり、末裔には「職」の通字を代々称した家系（清職（きよもと）の子孫）と、後に藤田氏と改姓した家系（吉則（よしのり）の子孫）が伝わっている。現在はいずれも小寺氏を名乗っている。

## 関連作品
- 軍師官兵衛（2014年、演：山田日向→相澤侑我→柳下大）